# Francis Leo
Francis "Frank" Leo (nascut el 30 de juny de 1971) és un prelat catòlic canadenc que serveix com a arquebisbe de Toronto des del març de 2023. Va ser bisbe auxiliar de Mont-real des del setembre de 2022 fins al seu nomenament a Toronto. Des de l'any 2007 és membre de les Fraternitats Sacerdotals de Sant Domènec.
Va ser nomenat cardenal el 7 de desembre de 2024 pel papa Francesc.

## Biografia
Leo va néixer a Mont-real el 30 de juny de 1971 de pares immigrants italians, Francesco Leo i Rosa Valente. Va obtenir una llicenciatura a l'Institut de Formation Théologique de Montréal (IFTM) i una llicenciatura i un doctorat en teologia a l'Institut Internacional de Recerca Mariana. Va ser ordenat sacerdot de l'arxidiòcesi de Mont-real el 1996. Va estudiar a la Pontifícia Acadèmia Eclesiàstica de Roma del 2006 al 2008 i després es va incorporar al servei diplomàtic de la Santa Seu. Va ser destinat a la nunciatura apostòlica a Austràlia del 2008 al 2011 i després a la Missió d'Estudi de la Santa Seu a Hong Kong durant l'any 2011 al 2012.
El 18 de novembre de 2007 es va convertir en membre del Tercer Orde de Sant Domènec. Va fer els seus vots l'11 de maig de 2008.
El 2012 va tornar a Mont-real per assumir nomenaments com a director i professor de dogmàtica al Seminari Major, director del Departament de Dret Canònic de l'IFTM i vicepresident del servei de vocacions arxidiocesà. Del 2013 al 2015 va ser membre del consell sacerdotal. Va fundar la Canadian Mariological Society i es va convertir en el seu president. Del 2015 al 2021 va ser secretari general de la Conferència dels Bisbes Catòlics del Canadà.
El febrer de 2022 va esdevenir vicari general i moderador de la cúria de l'arxidiòcesi de Mont-real.
El 16 de juliol de 2022, el papa Francesc el va nomenar bisbe titular de Tamada i bisbe auxiliar de Mont-real. Va rebre la seva consagració episcopal el 12 de setembre de 2022.
L'11 de febrer de 2023, el papa Francesc el va nomenar arquebisbe metropolità de Toronto. Va ser instal·lat allí el 25 de març a la basílica de la catedral de Sant Miquel.
El 6 d'octubre de 2024, el papa Francesc va anunciar que faria Leo cardenal al consistori previst pel 8 de desembre de 2024, data que després es va canviar al 7 de desembre.
El 7 de desembre de 2024, el papa Francesc el va nomenar cardenal, assignant-lo el títol de cardenal prevere de Santa Maria della Salute a Primavalle.
Des de l'11 de gener de 2023 és membre del Dicasteri per als Textos Legislatius